# Kleine Ybbs
Die Kleine Ybbs entspringt südlich von Ybbsitz, im Feierabendgraben bei Jörgl, auf etwa 850 m, und heißt in ihrem Oberlauf bis Ybbsitz Schwarze Ois. Sie mündet kurz vor Waidhofen an der Ybbs, beim ehemaligen Bahnhof Gstadt, an der Waidhofner Gemeindegrenze in die Ybbs. In einer Urkunde aus dem Jahr 1185 wird dieser Einfluss Ibisizegemunde genannt und ist die erstmalige Nennung von Ybbsitz.
Wesentliche Zubringer sind Zogelsbach (rechts), Dirnbach (rechts) und Prollingbach (links).